# Olivia Lewis
Olivia Lewis (Qormi, 18 ottobre 1978) è una cantante maltese.
Ha partecipato 11 volte consecutive al Malta Song for Europe, festival dal quale viene selezionata la canzone maltese all'Eurovision Song Contest. Nel 2004, 2005, 2006 ha raggiunto il secondo posto con le canzoni Take a Look, Deja vu e Spare a Moment. Nel 2007 lei ha finalmente vinto con la canzone Vertigo, ma non ha potuto partecipare all'Eurovision Song Contest poiché l'anno precedente Malta si era piazzata ultima con I Do di Fabrizio Faniello ed era stata tenuta ad affrontare un turno eliminatorio nel quale si è piazzata 25ª. Solo tre paesi hanno dato punti a Vertigo: 6 punti dall'Albania, 2 dal Regno Unito e il massimo di 7 punti dalla Turchia.
Lewis ha cominciato a cantare da quando era bambina e ha partecipato in diversi festival musicali. I suoi generi preferiti sono la musica pop, il jazz e anche la musica soul.